# 左右开弓型投手
在棒球运动中，左右开弓的投手是指两手同利的投手，能够在投手丘上用左手或者右手投球。

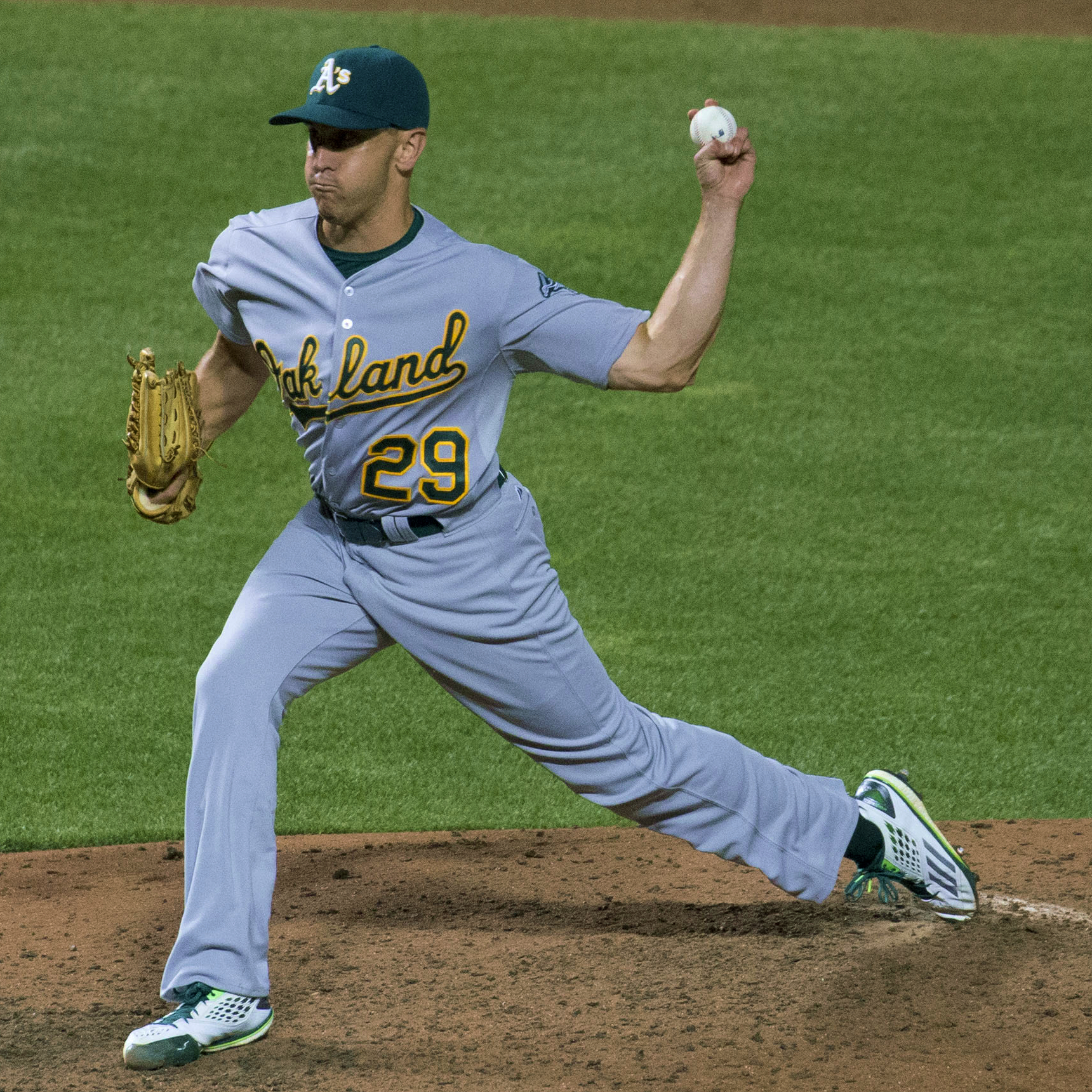
2015年，帕特·文迪特 (Pat Venditte)为奥克兰运动家队担任左手投手。

## 历史

### 19世纪
19世纪有四名投手以双手投球而闻名：1882年和1893年的托尼·马兰（Tony Mullane），1888年的埃尔顿·张伯伦（Elton Chamberlain），1884年的拉里·科克伦（Larry Corcoran），以及乔治·惠勒（George Wheeler）。

### 黑人联盟
黑人联盟的左右开弓投手拉里·金布罗（Larry Kimbrough）是一名天生的左撇子，儿时因伤康复期间学会了用右手投球。

### 美国职业棒球大联盟（现代）
格雷格·A·哈里斯是现代少数几名在大联盟比赛中使用左右手投球的投手之一，尽管他只在一场大联盟比赛中这样做过。作为一个天生的右撇子，在1986年他的左手投球技术已经相当好，以至于他觉得自己有能力在比赛中用任一手投球。哈里斯直到1995年9月28日，他职业生涯倒数第二场比赛时，才在正式比赛中使用左手投球。在代表蒙特利尔博览会对阵辛辛那提红人队的比赛的第九局，哈里斯右手投球将雷吉·桑德斯三振，然后转而用左手投球面对接下来的两名左打者哈尔·莫里斯和埃迪·陶本西。哈里斯保送了莫里斯，但让陶本西出局。然后他再次用右手投球三振了布雷特·布恩，结束了这一局。
现任美国职业棒球大联盟右投手达比修有在训练时用左手投球，以保持双臂强壮和平衡，但他在比赛中并不用左手投球。

### 美国国家大学体育协会
2003 年，亚特兰大勇士队在第27轮选中了投手布兰登·伯多尔 (Brandon Berdoll)。但他从未获选进入大联盟。
马特·布伦尼格（哈佛大学2006-2007年班）能够左手投球时速超过85英里，右手投球时速超过90英里，但只有在一些比赛中才会左右开弓投球。在大学期间，他作为先发投手更多地用右手投球，并偶尔作为救援投手进行一些左手投球，尽管他确实有一场比赛是左投手先发。在一次先发投球后，当他在外野防守时，通常会用另一只手臂传球，以休息刚刚投球的手臂。
2014年，贾德森大学的投手瑞安·佩雷斯在与佩尼斯角棒球联盟的海尼斯港湾雄鹰队打夏季大学棒球赛时成为了全国头条新闻。佩雷斯在比赛中双手投球表现出色，赢得了该联盟年度全明星赛最有价值球员奖。

## 训练
左右开弓型投手通常在年幼时就被教导双手投球。例如，文迪特的父亲从他三岁开始就开始训练他左右开弓投球，而布伦尼格的父亲则从他五岁开始教他左右开弓投球。

## 争议
2008年，当时效力于纽约洋基队的A级附属球队斯泰顿岛洋基队的左右开弓型投手帕特·文迪特面对左右开弓型击球手拉尔夫·亨里克斯时，文迪特将他的均适用于左右手的改装手套换到了左手上，准备右手投球。因击球手从与投手的投球手相反的一侧击球有利，所以亨里克斯随后改为左手击球。随后文迪特改为左手投球，亨里克斯也相应改为右手击球。这样反复持续了几分钟，最终这促使专业棒球裁判公司（PBUC）发布了一项关于转换投手的新规定。简而言之，左右开弓型投手必须向裁判员、击球手和任何跑垒者指示他们将使用的手。投手必须在一次打席中继续使用这只手，但对于受伤和使用替补击球手的情况有一些例外。在做出选择后，击球手可以选择用哪只手击球。